# Fakieł Woroneż
Futbolnyj Kłub „Fakieł” Woroneż (ros. Футбольный клуб «Факел» Воронеж) – rosyjski klub piłkarski z siedzibą w Woroneżu.

## Historia
Chronologia nazw:
- 1947–1952: Drużyna Stalinskiego rejonu Woroneż (ros. «Команда Сталинского района» Воронеж)
- 1954–1958: Drużyna miasta Woroneż (ros. Команда города Воронежа)
- 1959–1976: Trud Woroneż (ros. «Труд» Воронеж)
- 1977–1992: Fakieł Woroneż (ros. «Факел» Воронеж)
- czerwiec–listopad 1992: Fakieł-Profus Woroneż (ros. «Факел-Профус» Воронеж)
- 1992–2008: Fakieł Woroneż (ros. «Факел» Воронеж)
- 2009: Fakieł-Woronież Woroneż (ros. «Факел-Воронеж» Воронеж)
- 2010–...: Fakieł Woroneż (ros. «Факел» Воронеж)

Piłkarska drużyna, która reprezentowała zakład wojskowy "WASO", została założona w 1947 w Woroneżu, ale ze względów bezpieczeństwa nazywała się Drużyna Stalinskiego rejonu.
W 1949 zdobył mistrzostwo miasta i otrzymał prawo rozgrywkach Mistrzostw Rosyjskiej FSRR. W 1954 pod nazwą Drużyna miasta Woroneż debiutowała w Klasie B, grupie 2 Mistrzostw ZSRR.
W 1959 już jako Trud Woroneż uczestniczył w turnieju finałowym o awans do Klasy A, jednak zajął przedostatnie trzecie miejsce. Już w następnym 1960 roku zwyciężył w turnieju finałowym i awansował do najwyższej ligi radzieckiej.
W 1961 klub debiutował w Klasie A, gdzie zajął 15. miejsce, ale od następnego sezonu występował w niższej lidze.
W 1969 klub zajął 16. miejsce w Drugiej Grupie, podgrupie 1 i spadł do Drugiej Ligi.
W 1977 klub przyjął nazwę Fakieł Woroneż, a w 1978 w turnieju finałowym o awans do Pierwszej Ligi zajął drugie miejsce, które umożliwiło startować od następnego sezonu w Pierwszej Lidze.
W 1984 roku klub zdobył mistrzostwo Pierwszej Ligi i awansował do Wyższej Ligi ZSRR, w której zajął przedostatnie 17. miejsce i spadł z powrotem do Pierwszej Ligi.
Do 1992 klub występował w Pierwszej Lidze, z wyjątkiem 1988 roku, kiedy to zaliczył występ w Drugiej Lidze.
Również od 1954 do 1992 klub brał udział w rozgrywkach Pucharu ZSRR.
Rozgrywki piłkarskie Rosji klub rozpoczyna w Wyższej Lidze, spadając co roku do ligi niższej. W 1994 zajmuje pierwsze miejsce w Drugiej Lidze i zaczyna awansować do góry. Klub występuje lub w Wyższej Lidze lub w Pierwszej Lidze.
Po sezonie 2006 w Pierwszej Dywizji klub zajmuje 19. miejsce i z powodów finansowych rezygnuje z dalszych występów na poziomie profesjonalnym.
W latach 2007–2008 uczestniczył w rozgrywkach grupy "Czarnoziemie" Rosyjskiej amatorskiej ligi.
Po sezonie 2008 zdecydowano o połączeniu klubu z Dinamem Woroneż i FCSz-73 i utworzeniu klubu Fakieł-Woronież Woroneż.
Nowo utworzony klub zajął miejsce Dinama Woroneż w Drugiej Dywizji, grupie Centralnej.

## Sukcesy
- 15. miejsce w Klasie A ZSRR: 1961
- 1/2 finału w Pucharze ZSRR: 1984
- 13. miejsce w Wyższej Lidze: 2000
- 1/8 finału w Pucharze Rosji: 1993, 2000